# ФА Вейз къп
ФА Вейз къп е купа по футбол в която играят отбори от Уелс, Англия, Каналните острови и остров Ман. Финалът за купата се играе на Уембли стейдиъм

## История
ФА Вейз е основана през 1974 година.